# Bystřice nad Pernštejnem
Bystřice nad Pernštejnem (in tedesco Bistritz ob Pernstein) è una città della Repubblica Ceca nel distretto di Žďár nad Sázavou, nella regione di Vysočina.